# Kutter ZK10

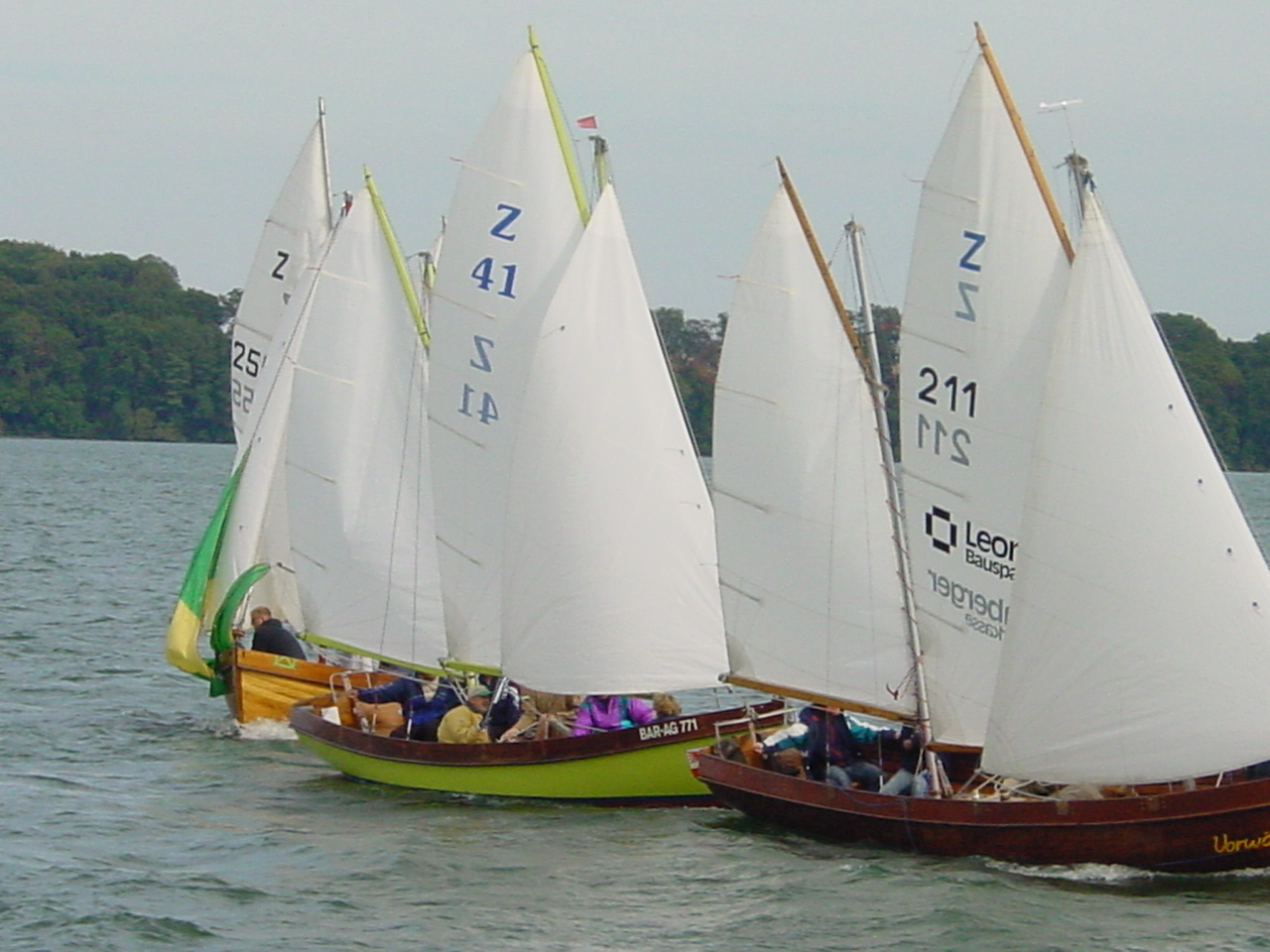
ZK10-Kutter während einer Regatta

Der ZK10 ist vom Bootstyp her ein Kutter, der von der ehemaligen Gesellschaft für Sport und Technik, Sektion Seesport der DDR entwickelt wurde. Über 300 Boote wurden in der Yachtwerft Berlin und der Rechliner Schiffswerft gefertigt, anfangs aus Holz, später auch aus GFK. Die Kutter werden gerudert oder gesegelt.

## Geschichte und Technik

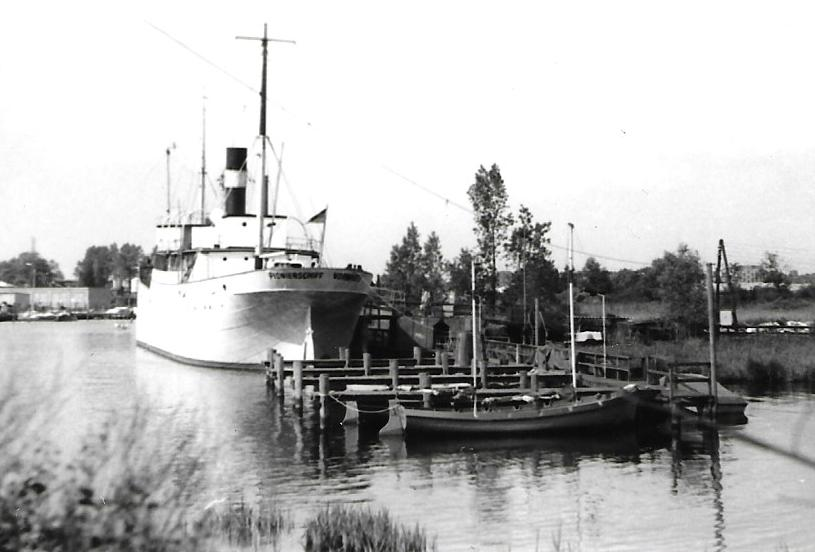
Der alte Dampfer Vorwärts 1981 am Mühlendamm der Warnow in Rostock mit Booten vom Typ Kutter ZK10 am Bootssteg war Freizeitort und „Praktikum“ für Schüler der 4. bis 10. Klassen als „Junge Matrosen“.

Kutter wurden bereits in der kaiserlichen Marine als kombinierte Ausbildungs- und Versetzboote benutzt und vor allem für den Rettungsdienst bei Unfällen eingesetzt. Sie dienten auch als Verbindung von Schiff zu Schiff, von Schiff zu Land und umgekehrt.
Der Kutter ZK 10 (Typ 2104) wurde vom Schiffbauingenieur Ulrich Czerwonka in den 1960er Jahren entwickelt und löste ab 1966 den seit den 1950er Jahren im Einsatz befindlichen Kutter K 10 ab, der als sehr schwer und unhandlich galt.
Das in der Landesbibliographie MV unter den Schlagwörtern Rostock / Technisches Denkmal als ein Ort zur Geschichte der Industrie und Technik dokumentierte und einst stationär am Ufer der Warnow betriebene Pionierschiff Vorwärts der Pionierorganisation Ernst Thälmann hatte für Schüler der 4. bis 10. Klassen als „Junge Matrosen“ an ihrem Liegeplatz auch die Boote vom Typ Kutter ZK10 am Bootssteg.
Der bei der ehemaligen Gesellschaft für Sport und Technik für den Seesport und der Volksmarine der DDR verwendete ZK10 ist ein offenes Schwertboot mit Spiegelheck. Er ist 7,50 m lang und 2,15 m breit.
Beim Rudern kann er mit zehn Riemen vorangetrieben werden. Zum Segeln verfügt er über ein Ketschrigg. Die Gesamthöhe der Takelage bis Gaffeltopp beträgt 7 m. Die Besegelung des Kutters besteht aus der Fock und dem steil gaffelgetakelten Groß- und Besansegel. Die Gesamtsegelfläche am Wind beträgt knapp 23 m². Der ZK10 kann auch mit Spinnaker gesegelt werden.
Heute wird der Kutter meist von Jugendlichen im Rahmen der Jugendarbeit in Segelvereinen genutzt. Es werden Regatten und Wochenend- und Ferientouren gesegelt. Dabei besteht die Mannschaft aus mindestens sechs Personen, was den ZK10 deutlich von anderen Bootsklassen dieser Größenordnung unterscheidet. Es sind auch bereits ZK10 Kutter bei der Friends-Ships-Voyage (Ostseeüberquerung), die 1998 über 300 sm ging, mitgesegelt.
Nach über zehnjähriger Pause wird der ZK10 seit dem Jahr 2000 durch die Wieker Boote GmbH auf Rügen gebaut. Er wird auf der Grundlage der Klassenvorschrift des Deutschen Seesportverbandes hergestellt, CE-zertifiziert und kann mit einem entsprechenden Messbrief versehen werden.
Die Deutsche Marine übernahm aus Beständen der Volksmarine mehrere ZK10 und setzt diese parallel zum westdeutschen Pendant vom Typ Marinekutter K II K zur küstennahen Ausbildung und als Freizeitangebot für Marineschüler ein.